# Кимоцуки (посёлок)
Кимоцуки (яп. 肝付町 Кимоцуки-тё:) — посёлок в Японии, находящийся в уезде Кимоцуки префектуры Кагосима. Площадь посёлка составляет 308,15 км², население — 15 911 человек (1 августа 2014), плотность населения — 51,63 чел./км².

## Географическое положение
Посёлок расположен на острове Кюсю в префектуре Кагосима региона Кюсю. С ним граничат город Каноя и посёлки Хигасикусира, Кинко, Минамиосуми.

## Население
Население посёлка составляет 15 911 человек (1 августа 2014), а плотность — 51,63 чел./км². Изменение численности населения с 1980 по 2005 годы:
| 1980 | 23 361 чел. |  |
| 1985 | 22 955 чел. |  |
| 1990 | 21 542 чел. |  |
| 1995 | 20 317 чел. |  |
| 2000 | 19 523 чел. |  |
| 2005 | 18 307 чел. |  |

## Символика
Деревом посёлка считается камфорное дерево, цветком — хризантема.